# November (film, 2017)
Pour les articles homonymes, voir November.
Pour plus de détails, voir Fiche technique et Distribution.
November (Rehepapp) est un film estonien réalisé par Rainer Sarnet, sorti en 2017.

## Synopsis
En Estonie, un groupe de paysans utilisent des potions magiques pour survivre à l'hiver.

## Fiche technique
- Titre français : November
- Titre original : Rehepapp
- Réalisation : Rainer Sarnet
- Scénario : Rainer Sarnet d'après le roman d'Andrus Kivirähk
- Musique : Michal Jacaszek
- Photographie : Mart Taniel
- Montage : Jaroslaw Kaminski
- Production : Katrin Kissa
- Société de production : Homeless Bob Production, Opus Film et PRPL
- Pays :  Estonie
- Genre : Drame, fantastique, horreur (folk horror[1]), romance
- Durée : 115 minutes
- Dates de sortie : 
  -  Estonie : 3 février 2017

## Distribution
- Rea Lest-Liik : Liina
- Jörgen Liik : Hans
- Arvo Kukumägi : Rein
- Katariina Unt : Luise
- Taavi Eelmaa : Ints
- Heino Kalm : Sander
- Meelis Rämmeld : Jaan
- Dieter Laser : le baron
- Jette Loona Hermanis : la baronne
- Jaan Tooming : le diable
- Klara Eighorn : la sorcière
- Ene Pappel : Imbi
- Ernst Lillemets : Ärni
- Sepa Tom : Endel
- Tiina Keeman : Rosalie

## Accueil
Le film a reçu un accueil favorable de la critique. Il obtient un score moyen de 79 % sur Metacritic.